# جان لوك دوغون
جان لوك دوغون (13 أكتوبر 1967

 في فالوني) (بالفرنسية: Jean-Luc Dogon)‏ لاعب كرة قدم فرنسي معتزل كان يجيد اللعب في خط الدفاع .
لعب دوغون في أندية لافال (1983-1988) ماترا راسينغ (1988-1989) بوردو (1989-1996) ستراسبورغ (1996-1998) رين (1998-2000) كريتيل (2000-2001) .
شارك دوغون مع منتخب فرنسا في مباراة دولية واحدة من دون أن ينجح في تسجيل أي هدف في سنة 1993 .

## روابط خارجية
- جان لوك دوغون على موقع قاعدة بيانات كرة القدم.إي يو (الإنجليزية)
- جان لوك دوغون على موقع ناشيونال فوتبول تيمز (الإنجليزية)
- جان لوك دوغون على موقع Soccerway.com (الإنجليزية)
- جان لوك دوغون على موقع عالم كرة القدم.نت (الإنجليزية)
- جان لوك دوغون على موقع GSA (الإنجليزية)